# Popcycle
Popcycle био је српски поп рок бенд из Бечеја, формиран 1994. године као фракција популарног српског и југословенског бенда Ева Браун.

## Историјат

### Формирање и популарност (1994—1996)
Бенд се први пут појавио у медијима почетком лета 1994. године у часопису Ритам, где је новинарка Бојана Жикић описала бенд. Popcycle су формирали чланови бенда Ева Браун, Милан Главашки (гитара, вокал) и Љубомир Рајић (бубњеви), а наступали су и под именом Gervasius Twinkleminkleson, по лику из стрипа Алан Форд. Бенду је приступио и басиста Горан Обрадовић.
Након наступа у јулу 1996. године на крову Студентског културног центара Београд, оригинална постава бенда Ева Браун се разишла, а тада је бенд Popcycle снимио промотивни видео за песму Орбитална путовања, за филм Уроша Стојановића. Бенд је такође потписао уговор са Аутоматик рекордсом, преко којих је њихов ЕП Орбитална путовања објављен током лета 1996. године, а садржао је пет песама. Током рада бенда, Љубомир Рајућ је поред бубњева често радио и на клавијатури.

### Промена састава, распуштање (1996-1999)
Након изласка ЕП-а, у октобру исте године, бенду се придружио клавијатуристкиња и вокалиста Наташа Катић, бивша чланица бенда Мери Попинс. Нови састав имао је свој први наступ на Дан државности Србије, где је наступио са песмом It's the End of the World as We Know It, америчког рок састава Р.Е.M.. Наредне године бенд је снимао у београдском студију До-ре-ми, од 9. фебруара до 21. марта и направио песме, које је продуцирао Предраг Пејић, а на њима су гостовали Деже Молнар (саксофон), Жељко Ђурђевац (хармоника), Бела Фаркаш (саксофон), Владимир Нежић (тромбон) и Драган Козарчић (труба).
Албум Popcyclopedia изашао је у мају 1997. године, а на њему се нашло 14 песама, укључујући песме Вилењаци, за коју је снимљен видео спот у режији Аце Илића, песму Врли нови дан и Она зна. Бенд је представио своју визију поп музике у комбијанцији са текстовима под утицајем бритпоп музике, а они су били похваљени од стране публике и критичара. Током исте године, песма Девојка из свемира, првобитно објављена на еп-у Орбитална путовања, појавила се на компилацији Ово је земља за нас?!?!, коју је објавио Бум радио и Б92.
Године 1999. на албуму Recordings, Аутоматик рекордса, појавиле су се две песме бенда Вилењаци и Лептири. Током исте године бенд је обраду песму сплитског бенда Фит — Заборавит ћу све, која је оригинално изашла 1998. године на албуму Дај ми руку за компилацију Корак напред 2 корака назад. Ово је уједно била и последња песма снимљена од стране бенда, након тога Главашки и Обрадовић вратили су се у њихов стари бенд Ева Браун.

### Једнократна окупљања (2007)
Бенд се поново окупио једнократно 4. маја 2007. године на соло концерту Милана Главашког, одржаног у бечејском клубу Penny Lane, где су изводили песме Dorian Gray, Дигитални сан, Још мало, Од мене и Орбитална путовања. Исте године, музичка продукцијска кућа Аутоматик рекордс издала је албум Popcyclopedia и на цд формату.

## Дискографија

### Студијски албуми
- Popcyclopedia (1997)

### ЕП
- Орбитална путовања (1996)

### Гостовања на компилацијама/албумима
- "Девојка из свемира" (Ово је земља за нас?!?; 1997)
- "Вилењаци" / "Лептири" (Recordings; 1999)
- "Заборавит ћу све" (Корак напред 2 корака назад; 1999)